# Flughafen Massaua

i7
i11
i13
Der Internationale Flughafen Massaua (IATA-Code: MSW, ICAO-Code: HHMS) ist ein internationaler Flughafen in Massaua (Eritrea), der wichtigsten eritreischen Hafenstadt und Hauptstadt der Region Semienawi Kayih Bahri.
Die Anlage geht auf die italienische Kolonialzeit zurück. 1941 zerstörten britische Soldaten den Flughafen im Rahmen des Ostafrikafeldzugs fast vollständig, anschließend verkam das Areal fast 20 Jahre lang ungenutzt. In den 1970er Jahren wurde der Flughafen dann an einer naheliegenden Stelle neu errichtet und als internationaler Flughafen konzipiert.
Kommerzielle Flüge an diesem Flughafen begannen im Herbst des Jahres 2010, als die Fluggesellschaft Nasair Flüge nach Dschidda, Dubai, Doha, Chartum und Nairobi angebot. Seit 2014 ist der Flugbetrieb jedoch wieder eingestellt. Derzeit wird Massaua von keinen Airlines bedient und lediglich von der Eritreischen Luftwaffe gelegentlich militärisch genutzt.
Der Flughafen verfügt über eine einzige betonierte Start- und Landebahn. Er war Ziel von Flügen örtlicher Würdenträgern und ausländischer Staatsoberhäupter, darunter des Präsidenten des Jemen.